# Ela
Ela (Hebreeuws: אלה, ‘Ela) was volgens de Hebreeuwse Bijbel koning van het koninkrijk Israël van 877 v.Chr. tot 876 v.Chr. Hij was de zoon van Basa (1 Koningen 16:8) en regeerde twee jaar lang over Israël. Uiteindelijk werden hij en zijn familie om het leven gebracht door Zimri, de bevelhebber van de wagenmenners (1 Koningen 16:9-10). Vervolgens werd Zimri koning van Israël.